# Taormina
Taormina je historické sídlo na území Metropolitního města Messina na severovýchodě Sicílie v Itálii. Město leží na pobřeží Jónského moře, na hoře Monte Tauro, v nadmořské výšce 204 m. Taormina je jedno z hlavních turistických center na Sicílii. Obec je výjimečná svojí historií, dochovanými památkami a polohou na skále nad mořem s výhledem na pevninskou Itálii a Etnu.

## Město
Hlavní památkou v Taormině – a jednou z hlavních na Sicílii – je řecké divadlo (Teatro Greco). Tento kamenný amfiteátr byl založen ve 3. století př. n. l. a v 1. století byl Římany přestavěn. Má průměr 109 m a je z něho výhled na Etnu, město a pobřeží. Hlavní ulicí v Taormině je promenáda Corso Umberto I. s historickými paláci, obchody a restauracemi. K dalším památkám náleží katedrála San Nicolo z 13. století, gotický palác Palazzo Corvaio z konce 14. století, kostel Santa Caterina ze 17. století, gotický palác Duchi di Santo Stefano, městská brána Porta Catania z 15. století, klášterní komplex Badia Vecchia ze 14. století, nebo Castello di Taormina na vrcholu hory Monte Tauro.